# Марк Юний Пенн (консул)
Марк Ю́ний Пенн (лат. Marcus Iunius Pennus; родился, предположительно, около 212 года до н. э. — умер после 167 года до н. э.) — римский политический деятель из плебейского рода Юниев, консул 167 года до н. э.

## Биография
Марк Юний был сыном претора 201 года до н. э. того же имени. В 172 году до н. э. он стал претором и получил в управление Ближнюю Испанию, но с трудом добился от сената разрешения набрать пополнение для провинциальной армии.
В 167 году до н. э. Марк Юний стал консулом вместе с Квинтом Элием Петом. Его провинцией по жребию стала Пиза. У Ливия сохранился рассказ о том, как Марк Юний по распоряжению сената дал суровый ответ родосским послам.
Сыном Марка Юния был народный трибун 126 года до н. э. того же имени.